# Arthragrostis
Arthragrostis là một chi thực vật có hoa trong họ Hòa thảo (Poaceae).

## Loài
Chi Arthragrostis gồm các loài: